# Izaak (patriarcha Jerozolimy)
Izaak – dwunasty patriarcha Jerozolimy; sprawował urząd w latach 601–608.